# Art Gallery of Ontario
Die Art Gallery of Ontario (AGO abgekürzt) im kanadischen Toronto gehört zu den bedeutendsten und mit rund 45.000 Quadratmetern Ausstellungsfläche auch zu den größten Kunstmuseen Nordamerikas. Das am östlichen Rand der Chinatown gelegene Museum hat drei Sammlungsschwerpunkte: Kanadische Malerei, Europäische Malerei und Skulpturen von Henry Moore.

## Geschichte
Das Kunstmuseum wurde 1900 unter dem Namen Art Museum of Toronto von einer privaten Initiative gegründet. 1919 wurde das Museum in Art Gallery of Toronto umbenannt. 1966 erhielt es den heutigen Namen.
2007/2008 erfuhr das Gebäude eine grundlegende Neugestaltung durch den Architekten Frank Gehry. Die Wiedereröffnung fand am 14. November 2008 statt.

## Sammlung

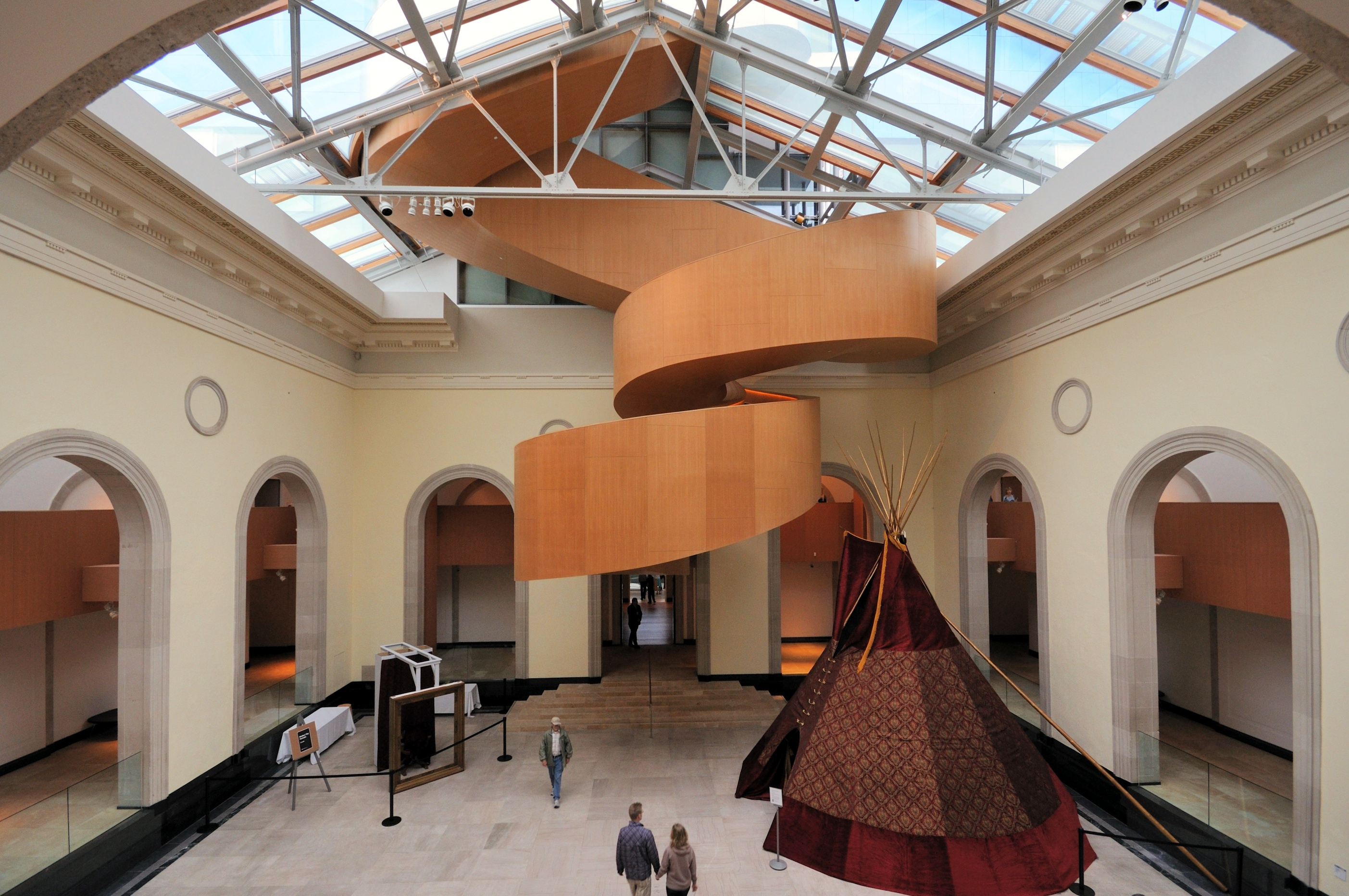
Ausstellungsräume des AGO

Das Museum verfügt über 68.000 Exponate, beispielsweise Arbeiten von Cornelius Krieghoff, Tom Thomson, Emily Carr, David Milne, Paul Peele und der Künstlergruppe „Group of Seven“ in der Kollektion zur Kanadischen Malerei. Einen besonderen Schwerpunkt widmet das Museum den zeitgenössischen kanadischen Künstlern.
Die europäische Malerei ist vertreten durch die Werke von u. a. Rembrandt van Rijn, Pieter Brueghel der Jüngere, Tintoretto, Frans Hals, Van Gogh, Monet, Gauguin, Edgar Degas, Renoir und Picasso sowie Rubens’ Das Massaker der Unschuldigen.
Die Art Gallery of Ontario besitzt zudem die weltweit größte Sammlung des englischen Bildhauers Henry Moore. Neben einer Sammlung von Bronze-Großplastiken werden Gipsmodelle, Stiche und Zeichnungen gezeigt.
Wesentliche Teile der Sammlung stiftete Ken Thomson.

## Ausstellungen
- 2007–2011: Installation von Iris Häussler: He Named Her Amber

## Ausstellungskataloge
- 2011: He Named Her Amber, Art Gallery of Ontario, Toronto, ISBN 978-1-894243-68-1.